# Przylądek Harpun
Przylądek Harpun (ang. Harpoon Point) – przylądek na Wyspie Króla Jerzego, na południowo-zachodnim wybrzeżu Półwyspu Kellera, nad Zatoką Mackellara, poniżej Lodowca Fergusona i wzgórza Flagstaff Hill.